# Pniówno
Pniówno (ukr. Пнівно, ros. Пневно) – wieś w Polsce położona w województwie lubelskim, w powiecie chełmskim, w gminie Wierzbica.
W latach 1975–1998 miejscowość administracyjnie należała do województwa chełmskiego. 
Wieś jest sołectwem w gminie Wierzbica. Według Narodowego Spisu Powszechnego (III 2011 r.) wieś liczyła 345 mieszkańców.

## Części wsi
| SIMC    | Nazwa   | Rodzaj    |
| ------- | ------- | --------- |
| 1027060 | Majdan  | część wsi |
| 0109501 | Popówka | część wsi |
| 1027136 | Szupki  | część wsi |

## Religia
Pierwsze wzmianki o istnieniu w Pniównie parafialnej cerkwi prawosławnej św. Paraskewy pochodzą z 1468 roku. Cerkiew wspominana jest także w rejestrach podatkowych z roku 1564. W drugiej połowie XVII wieku wybudowano w pobliżu dotychczasowej świątyni nową, drewnianą cerkiew Przemienienia Pańskiego (Spasa) z fundacji Wiktora Bokowieckiego. Akt wizytacji z 1741 roku wymienia już tylko cerkiew św. Paraskewy, która wymagała wielkiego remontu. W latach 1779–1788 z fundacji Józefa Komorowskiego, kasztelana bełskiego wybudowano nową, drewnianą cerkiew św. Paraskewy. Od roku 1863 należała do niej cerkiew filialna św. Jana Chrzciciela w Olchowcu (zniszczona w 1938 roku). W 1867 roku remontowana. W 1872 roku cerkiew parafialna liczyła około 700 wiernych. Od roku 1875 prawosławna. W roku 1920 została zamieniona na kościół rzymskokatolicki. W latach 1939–1944 służyła powtórnie jako cerkiew prawosławna, zaś od 1945 jako kościół rzymskokatolicki. Całość rozebrano w drugiej połowie XX wieku. W Pniównie znajduje się niewielki cmentarz prawosławny z częściowo zachowanymi nagrobkami. Obecnie w Pniównie funkcjonuje kaplica rzymskokatolicka, jako filia parafii w Wierzbicy.